# Abacetus politulus
Abacetus politulus es una especie de escarabajo del género Abacetus, tribu Abacetini, familia Carabidae. Fue descrita científicamente por Chaudoir en 1869.
Se distribuye por India. Mide aproximadamente 5,7 milímetros de longitud.